# Encoramento
Encoramento es en construcción naval, el perno de sección cuadrada con que se ligan entre sí las distintas piezas que constituyen una cuaderna de los buques de madera. 
Cara de encoramento es la de contacto de los dos cuerpos o planos que forman la cuaderna.
La acción y efecto de encoramentar se llama también encoramento o encoramiento. Encoramentar es sujetar con pernos o encoramentos los dos cuerpos o planos que constituyen las cuadernas. Estos pernos se introducen en dirección normal, raramente oblicua, a las caras de los cuerpos y se ponen en número tal que haya uno por cada pieza que integra la cuaderna.